# Psalm

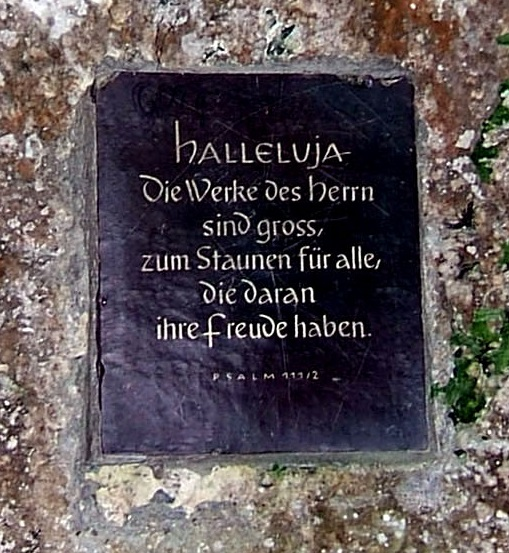
Tafel am Uracher Wasserfall: Psalm 111, 2

Ein Psalm (Plural Psalmen) (von altgriechisch ψαλμός psalmós „Saitenspiel, Lied“) ist im Judentum und Christentum ein poetischer religiöser Text, oft mit liturgischer Funktion. Die Bezeichnung wird vor allem verwendet für die 150 Gedichte, Lieder und Gebete des Buches der Psalmen der hebräischen Bibel bzw. des Alten Testaments (auch Psalter genannt). Daneben existieren weitere Texte in der biblischen wie in der außerbiblischen Literatur, in Überlieferung und Gebetspraxis, die als Psalmen bezeichnet werden.

## Etymologie
Das griechische Wort ψαλμός psalmós stammt vom Verb ψάλλειν psallein ab, was „die Saiten schlagen“ bedeutet. Es bezeichnet einen Gesang mit Saitenbegleitung und kann wörtlich übersetzt werden als „gezupftes Lied“. Die griechische Bezeichnung gibt das hebräische Wort מִזְמור mizmor wieder, was als „kantilierender Sprechgesang mit Saitenbegleitung“ umschrieben wird.
In der deutschen Sprache ist das Wort Psalm auch dem kirchenlateinischen psalmus entlehnt. Unter Erleichterung des Anlautes hat sich daraus das dialektale Wort Salm gebildet, das umgangssprachlich auch für „langweiliges Gerede, Geschwätz“ steht. Die Wörter Psalm und Psalter gehören zu den wenigen Fremdwörtern in der Lutherbibel.

## Nummerierung
Die Nummerierung der Psalmen in den Hebräischen (Masoretischen) und den griechischen (Septuaginta) unterscheidet sich bei vielen Psalmen in der letzten Ziffer.
| Masoretischer Text | Septuaginta (LXX) | Anmerkung                                                   |
| ------------------ | ----------------- | ----------------------------------------------------------- |
| Ps 1–8             | Ps 1–8            | Zählung gleich                                              |
| Ps 9–10            | Ps 9              | LXX zählt Pss. 9 und 10 als einen Psalm                     |
| Ps 11–113          | Ps 10–112         | hebräische Zählung geht um 1 voraus                         |
| Ps 114–115         | Ps 113            | LXX zählt 114 und 115 als einen Psalm                       |
| Ps 116             | Ps 114–115        | griech. als zwei Psalmen gezählt; Einschnitt nach 9 Versen  |
| Ps 117–146         | Ps 116–145        | hebräische Zählung geht um 1 voraus                         |
| Ps 147             | Ps 146–147        | griech. als zwei Psalmen gezählt; Einschnitt nach 11 Versen |
| Ps 148–150         | Ps 148–150        | Zählung gleich                                              |
|                    | Ps 151            | apokryph                                                    |

Die hebräische Zählung wird in der jüdischen und der protestantischen Tradition verwendet. Außerdem auch in modernen katholischen Bibelausgaben und in Wikipedia. Die griechische Zählung wird in der Vulgata und allen darauf aufbauenden liturgischen Büchern verwendet. In moderneren Ausgaben finden sich oft beide Angaben, wobei die griechische in Klammern gesetzt wird, z. B. Ps.46(45).

## Geschichte der Textform
Die Psalmen haben Vorbilder in der altorientalischen Literatur, sind jedoch in ihrer Dramatik und persönlich-geschichtlichen Aussage ohne Parallele. Herkunft, Entstehungszeit und „Sitz im Leben“ der einzelnen Psalmen sind je nach Anlass sehr unterschiedlich. Die ältesten Psalmen der Bibel stammen wohl aus der Zeit vor dem babylonischen Exil und aus der israelitischen Königszeit.

## Form und Gattungen
Die Psalmen zeigen die typische Technik der hebräischen Versdichtung, den parallelismus membrorum („parallel gestaltete Glieder“). Dabei werden zwei (oder selten drei) aufeinander folgende Zeilen als zusammengehörig gestaltet, indem die Aussage der ersten Verszeile in den nachfolgenden unter anderer Perspektive dargestellt wird. Dies kann als Wiederholung („synonymer Parallelismus“), als Gegensatz („antithetischer Parallelismus“) oder als Weiterführung („synthetischer Parallelismus“) der Aussage geschehen.
Ihrem Inhalt und ihrer Form nach werden Psalmen in verschiedene Gattungen unterteilt. Diese Kategorisierung geht zurück auf die gattungsgeschichtlichen Untersuchungen Hermann Gunkels und Joachim Begrichs, wobei Übergänge zwischen den Formen häufig sind und jeder Psalm „eine spezifische Gestalt und eine individuelle Biografie“ hat, die ihn als Gebet einzigartig macht:
- Klagepsalm (z. B. Ps 6 EU, aber auch große Teile der Klagelieder Jeremias)
- Bittpsalm (z. B. Ps 5 EU, Ps 17 EU)
- Lobpsalm (z. B. Ps 113 EU, Ex 15,1 EU)
- Dankpsalm (z. B. Ps 30 EU, Ps 116 EU)
- Zionspsalm als Hymnus auf den Tempel bzw. auf Jerusalem (z. B. Ps 46 EU, Ps 48, Ps 76 EU)
- Königspsalm als Begleitung ritueller Feiern des Jerusalemer Königtums (z. B. Ps 2 EU)
- Weisheitspsalm (z. B. Ps 1 EU)
- Wallfahrtslieder (z. B. Ps 113 EU, Ex 15,1 EU).

Daneben werden auch mehrere Psalmen (etwa Psalm 58, Psalm 83 und Psalm 109) traditionell als Fluchpsalmen oder neuerdings als Vergeltungspsalmen bezeichnet.
Etwa die Hälfte der Psalmen innerhalb des Psalters verweisen in ihrer Überschrift auf König David und werden daher Davidpsalmen genannt, einzelne verweisen auf einen anderen Urheber, etwa Asaf oder Korach.
Klage-, Dank- und Bittpsalmen werden weiterhin unterschieden nach der Zahl der Betenden in Psalmen des Einzelnen (z. B. Jes 38,10–20 ) oder des Volkes (z. B. Ri 5 ).
Die Klage führt nicht selten zu einem „Wendepunkt“, mit dem sich das Gebet nach göttlichem Rettungshandeln in Lob und Dank wandelt.

## Psalmen in der hebräischen Bibel und in der Zeit des zweiten Tempels

### Allgemeines
Die meisten Psalmen finden sich im Buch der Psalmen, aber es finden sich einzelne Psalmen auch außerhalb dieses Buches. In der Tora sind etwa das Siegeslied am Schilfmeer (Ex 15,1–18 ) oder das Lied des Mose (Dtn 32,1–43 ) zu nennen. Hymnen und Danklieder sind das Deboralied und das „Magnificat der Hanna“ (1 Sam 2,1–11 ). Dazu kommen Psalmen aus dem Hohenlied, dem Buch Ijob und den Prophetenbüchern (z. B. Jer 17–18 , Jes 12,1–6 ). Besonders bekannt ist auch der Psalm des Jona aus dem Bauch des Walfisches (Jona 2,3–10 ). Auch die Klagelieder Jeremias kann man zu den Psalmen rechnen. Daneben zu nennen sind auch Davids Gebete im 2. Buch Samuel (2Sam 1,7; 22 = Ps 18; 2Sam 23,1ff).
Unter den Schriftrollen vom Toten Meer der Gemeinde von Qumran finden sich 120 Psalmen, die in den Höhlen 1, 4 und 11 gefunden wurden, die teilweise mit den in der hebräischen Bibel kanonisierten übereinstimmen.
Nicht Bestandteil eines biblischen Kanons ist die als Psalmen Salomos bezeichnete Sammlung von 18 Dichtungen vermutlich aus dem 1. vorchristlichen Jahrhundert, die König Salomo zugeschrieben wurden. Die Septuaginta hat einen 151. Psalm, der nicht im hebräischen Psalmenbuch vorhanden ist.

### Beispiel: Zum Lied der Hanna (1Sam 2,1–10)
Diskutiert werden kann die Einordnung der Gattung als ein Danklied des/der Einzelnen oder als Hymnus.
Die Bezeichnung „Magnifikat der Hanna“ legt sich nahe, da Lk 1,46–55 (Magnifikat der Maria) 1Sam 2,1–10 zu rezipieren scheint. Belege hierfür wären einige übereinstimmende Schlüsselbegriffe (σωτηρία/σωτήρ, δυνατος, θρόνος, …).
Häufige Wortfelder in 1Sam 2,1–10 sind einerseits hoch sein/erhöhen und andererseits fallen/erniedrigen. Es scheint sich eine konzentrische Struktur um V. 6f (JHWH – Herr über Tod + Leben) zu bilden, worin auch die theologische Kernaussage zu besteht. Schlüsselthemen sind darüber hinaus:
- Erhöhung der Beterin/Bedrückten – Niedergang der Hochmütigen
- Gottesaussagen:
  - Unvergleichlichkeit Adonais
  - Adonai als wissender Richter
  - Herr über Tod und Leben
  - Schöpfer

## Psalmen im Neuen Testament und in der christlichen Liturgie
Einige Texte aus dem Neuen Testament werden der Gattung „Psalm“ zugeordnet, da sie diese Texttradition voraussetzen und aufnehmen oder sogar auf jüdische Vorlagen zurückgehen. Daher werden das Magnificat (Lk 1,46–55 ), das Benedictus (Lk 1,68–79 ) und das Nunc dimittis (Lk 2,29–32 ) manchmal auch explizit als Psalmen bezeichnet (meist als Cantica). Auch der Philipperhymnus (Phil 2,5–11 ) gehört in diese Reihe.
Nach den Passionsberichten der Evangelien stammen zwei der von Jesus während seines Todeskampfes am Kreuz gesprochenen Sieben letzten Worte aus den Psalmen (Ps 22  und Ps 31 ).
Das aus dem Judentum entstehende Christentum übernahm die Psalmen – insbesondere das vollständige Buch der Psalmen des Alten Testaments – als Grundstock der eigenen Gebetssprache. Dabei wurden viele Psalmen so gedeutet, dass sie auf Jesus Christus verweisen bzw. dieser selbst in ihnen spreche. Als einer der bekanntesten Psalmen gilt der Psalm 23 mit dem Titel „Der Herr ist mein Hirte“. Dieser thematisiert den Schutz und die Sicherheit im „Haus des Herrn“.
In den christlichen Kirchen gehen die meisten liturgischen Gesangsformen auf die Psalmen zurück. Das Singen von Psalmen auf verschiedene melodische Modelle wird Psalmodie genannt. Vor allem bilden die (gesungenen oder gesprochenen) Psalmen den Hauptinhalt des Stundengebets. Dort werden sie regelmäßig mit der trinitarischen Doxologie Gloria Patri abgeschlossen. Daneben nimmt seit altkirchlicher Zeit der Gesang von frei gedichteten Hymnen in allen Liturgietraditionen breiten Raum ein. Die deutsche Reformation schuf die Gattung des volkssprachlichen Kirchenlieds, für das häufig Psalmen in eine Reim- und Strophenform gebracht wurden. In der reformierten Tradition galt das Psalmlied im Anschluss an Calvin lange als einzig legitimer gottesdienstlicher Gesang (Genfer Psalter). Nahezu alle geistlichen Dichtungen sind bis heute geprägt von Psalmenmotiven und Psalmensprache.